# ABCスポーツJAM
ABCスポーツJAM（えいびーしースポーツじゃむ）は、朝日放送ラジオ（ABCラジオ）で、2006年4月から9月まで毎週土曜日の14:00 - 17:55に放送されていたスポーツ情報・プロ野球デーゲーム中継番組である。

## 概要
そもそもは、土曜日の午後の時間帯にABCラジオでは近鉄バファローズアワー（近鉄グループメイン提供）が放送されていたが、バファローズのオリックス・ブルーウェーブへの合併による球団消滅のため2004年上半期をもって終了となった。
その後、2005年から「虎バン主義」をテーマに掲げて、これまで放送を行わなかった土曜日の阪神タイガースデーゲーム中継を中心に「ダンディー・ウィークエンド」（土曜日は不定期で休止となる場合もあった。毎週日曜日も放送）を編成したが、2006年度はさらに拡充させることになった。
この番組では、阪神タイガース（「虎バン主義!デーゲーム中継」のサブタイトルがつく）、オリックス・バファローズ戦デーゲーム中継（両チームがデーゲームを行う場合は、阪神タイガース戦を優先）を中心軸に据え、随時その他のプロ野球情報、スポーツ関連情報を提供する。
なお、野球中継が17:55までに終わらない場合は、ABCフレッシュアップナイターの枠内でカバーしていた。また、月曜ナイターがあらかじめ開催される場合、ABCをキー局としたスポンサードネット番組流星倶楽部が振り替え放送されることがあり、その場合14:30からとなっていた。（実際、7月22日放送回が7月17日の野球開催予定でそうなる予定だったが、野球中止のためこの回は通常同様14時からとなった）

## 出演者
- 枝松順一（当時・ABCアナウンサー）
- 田中花子（当時・ABCアナウンサー）

## 関連項
- ABCフレッシュアップベースボール
- ダンディー・ウィークエンド→サンデー・エクスプレス

| 朝日放送ラジオ（ABCラジオ） 土曜日デーゲーム中継枠 | 朝日放送ラジオ（ABCラジオ） 土曜日デーゲーム中継枠 | 朝日放送ラジオ（ABCラジオ） 土曜日デーゲーム中継枠 |
| 前番組                                             | 番組名                                             | 次番組                                             |
| -------------------------------------------------- | -------------------------------------------------- | -------------------------------------------------- |
| ダンディー・ウィークエンド                         | ABCスポーツJAM                                     | ABCフレッシュアップJAM                             |